# Queule
Queule est une localité chilienne de la commune de Toltén de la Province de Cautín, elle-même située dans la Région de l'Araucanie. Elle est située juste au nord de Mehuín et proche de la frontière entre la région de l'Araucanie et de la Région des Fleuves.